# Om101

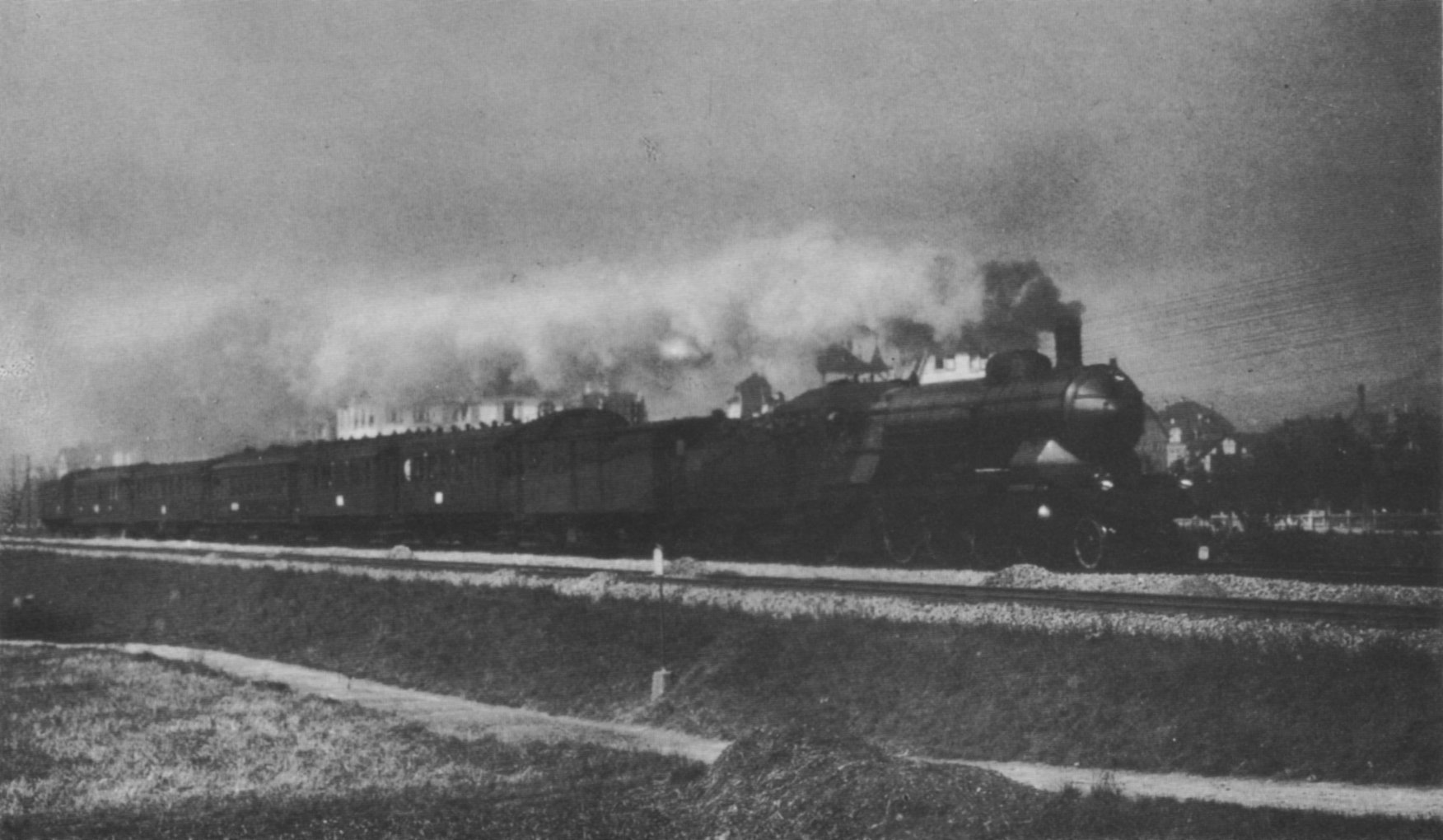
Lokomotywa wirtemberskiej serii C

Om101 – polskie oznaczenie parowozu pospiesznego wirtemberskiej serii C.

## Historia
Parowozy C były budowane na początku XX wieku dla Królewskich Kolei Wirtembergii (K.W.St.E) z przeznaczeniem do prowadzenia pociągów pospiesznych i ekspresów. Konstruktorem był Eugen Kittel. W latach 1909–1921 wyprodukowano jedynie 41 egzemplarzy w fabryce Maschinenfabrik Esslingen. Ze względu na niecodzienny wygląd z czasem zyskały przydomek Die schöne Württembergerin czyli Piękna Wirtemberka.
Po zakończeniu I wojny światowej w ramach reparacji wojennych trzy egzemplarze (numer C 2001, C 2026, C 2027) trafiły do francuskich kolei ETAT, zaś jeden (nr. egz. C 2010; nr fabr. 3571; rok produkcji 03/1911) trafił na stan PKP w 1919, gdzie otrzymał oznaczenie serii Om101 i numer 1. Tender typ 2'2T20 (od numeru 2001 do 2024 mniejszy tender 2'2T20, od numeru 2025 do 2041 większy tender 2'2T30) nosił oznaczenie 20D101. Pozostałe 37 sztuk przejęło Deutsche Reichsbahn jako serię 181 z numeracją 18 101 do 18 137. Ostatnie czynne egzemplarze w Niemczech 18 133 i 18 136 służyły do roku 1955 w Ulm.
Egzemplarz Om101-1 stacjonował w parowozowni Łódź Kaliska (Dyrekcja Warszawa) i prowadził pociągi osobowe i pospieszne. Najpewniej po 17 września 1939 został zdobyty przez siły radzieckie i wcielony do taboru Ludowego Komisariatu Transportu (NKPS) ZSRR. Po czerwcu 1941 znalazł się w Rumunii, gdzie przejęły go na stan koleje CFR jako 231.901. Tam też został ostatecznie zezłomowany.